# Amphisbaena kraoh
Amphisbaena kraoh är en ödleart som beskrevs av  Paulo Emilio Vanzolini 1971. Amphisbaena kraoh ingår i släktet Amphisbaena och familjen Amphisbaenidae. Inga underarter finns listade.
Arten förekommer i Brasilien. Honor lägger ägg. Utbredningsområdet ligger i delstaterna Tocantins och Maranhão. Liksom nära besläktade arter har ödlan en cylindrisk kropp och inga extremiteter. Huvudet har samma utseende som svansen.
Beståndet hotas av nya vattenkraftverk och av andra landskapsförändringar. Hela populationen anses vara stor. IUCN listar arten som livskraftig (LC).